# Palazzo Mainoni
Palazzo Mainoni, conosciuto anche come Mainoni d'Intignano, è un edificio storico di Milano situato in via Amedei n. 6.

## Storia e descrizione
Il palazzo è il risultato di un pesante rinnovamento, risalente al XVIII secolo, di un edificio preesistente. Fu costruito negli anni di transizione fra lo sgargiante barocchetto teresiano ed il primo neoclassicismo: per questa ragione il fronte è molto sobrio, pur mantenendo un monumentale portale ad arco ribassato con profonda strombatura, situato peraltro all'estremo del palazzo e non al suo centro, in modo da fornire un fronte asimmetrico. Al contrario, l'interno presenta un impianto decisamente barocco, con una successione di discreti ma monumentali e decorati cortili, mentre degno di nota è lo scalone d'onore.